# Vessélevo
Vessélevo (en rus: Веселево) és un poble de l'óblast de Tula, a Rússia, segons el cens del 2010 tenia 169 habitants.